# Jaron Johnson
Jaron Johnson (Tyler, Texas, 5 de mayo de 1992) es un jugador de baloncesto estadounidense que pertenece a la plantilla del Pallacanestro Varese de la Lega Basket Serie A italiana. Con 1,98 metros de estatura, juega en la posición de escolta.

## Trayectoria deportiva

### Universidad
Tras pasar dos años en el Community College de su ciudad natal, Tyler, en el cual en su segunda temporada promedió 13,2 puntos y 6,6 rebotes por partido, continuó su formación académica y deportiva con los Bulldogs de la Universidad Tecnológica de Luisiana, donde jugó dos temporadas más, en las que promedió 7,0 puntos y 3,3 rebotes por partido.

### Profesional
Tras no ser elegido en el Draft de la NBA de 2014, hizo una prueba para los Rio Grande Valley Vipers de la NBA D-League, resultando exitosa, ganándose un puesto en el equipo. En su primera temporada promedió 15,1 puntos y 4,5 rebotes por partido.
En julio de 2015 fue invitado por los Houston Rockets para disputar las Ligas de Verano de la NBA, jugando cinco partidos en los que promedió 9,2 puntos y 1,6 rebotes. El 25 de septiembre firmó contrato con los Washington Wizards para disputar la pretemporada, pero fue despedido el 24 de octubre tras disputar seis partidos de preparación.
El 2 de noviembre fue nuevamente adquirido por los Rio Grande Valley Vipers, jugando una nueva temporada en la que promedió 18,2 puntos y 5,4 rebotes por partido, tercer mejor anotador del equipo tras Montrezl Harrell y Will Cummings.
El 22 de julio de 2016 firmó contrato con los Perth Wildcats de la NBL Australia, Jugó catorce partidos en los que promedió 13,1 puntos y 4,6 rebotes por partido, siendo despedido en el mes de diciembre. En febrero de 2017 fue readquirido nuevamente por los Rio Grande Valley Vipers.
El 21 de agosto de 2021, firma por el BC Avtodor de la VTB United League.
El 27 de marzo de 2022, firma por el UNICS Kazan de la VTB United League.
El 10 de agosto de 2022, firma por el Pallacanestro Varese de la Lega Basket Serie A.
El 26 de junio de 2023 firmó con el Çağdaş Bodrumspor de la Basketbol Süper Ligi turca.
El 23 de octubre de 2024 firmó con el Pallacanestro Varese de la Lega Basket Serie A (LBA).